# 兩廣會館 (臺南市)

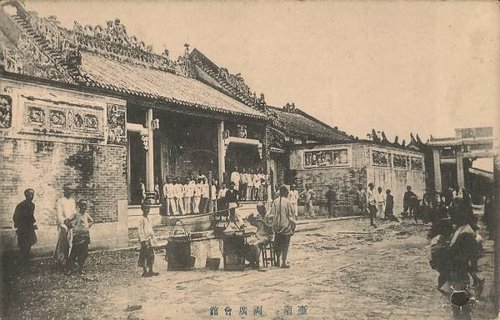
臺南兩廣會館舊照

兩廣會館，為清代粵桂兩省人士在臺之會館，位於臺灣府城龍王廟街，建於清朝光緒三年（1877年），1945年毀於二次大戰盟軍的轟炸。

## 簡介
兩廣會館原稱嶺南公所，由當時旅居台南的粵桂人士營建；1877年改建為兩廣會館，格局上由三座並列的建築組成，主軸建築有兩落，左右側建築各有三落，所有建材悉由廣東運來，外型宏偉壯麗，是臺灣曾經存在過的最大的粵式建築。從日治初期到1911年（明治四十四年）臺南公館（今吳園藝文中心）落成之前，都作為「臺南公館」使用。
1911年台灣南部颱風侵襲，屋頂上陶塑、灰塑構成的瓦脊裝飾造受風災破壞。1917年，暫為台南高等女學校分校舍。1922年，作為臺南博物館廳舍使用，為臺灣第一個公共博物館。1945年，兩廣會館遭受盟軍的轟炸，付之一炬。

## 產權問題
兩廣會館在日治初期，1896年日本政府徵用作為辦公廳舍，但後來被逕自指定為官有地，又指定作古蹟。期間兩廣同鄉會一直希望取回產權，但遭日本政府拒絕。

大正9年（1920年），廣東記者團抵臺南視察，發現兩廣會館座落在市中心，建議改建為旅館。民國18年（1929年）中華民國政府特命全權公使汪榮寶具名，以外交公文書形式，致函日本外務大臣幣原喜重郎，要求發還會館，但仍無下文。最後，兩廣會館炸毀，戰後臺灣又由中華民國政府接管，兩廣同鄉終取回土地產權，現已成為民居。

## 外部連結
- 國家圖書館台灣記憶：臺南名所 兩廣會館 博物館
- 珍聚台灣：臺南兩廣會館 （页面存档备份，存于）